# Troppe donne
Troppe donne (titolo originale Too Many Women) è il decimo romanzo giallo di Rex Stout con Nero Wolfe protagonista.

## Trama
Alla Naylor-Kerr gira voce che Waldo Moore, uno degli impiegati, morto in un incidente stradale, sia stato in realtà assassinato. Il presidente della compagnia assume Wolfe perché risolva la questione. Archie viene assunto in incognito sotto le vesti di un consulente dell'Ufficio Esecutivo,  dove 500 splendide donne sono riunite sotto un unico tetto. L'ambiente dell'ufficio si rivela pullulante di malignità e pettegolezzi, molti dei quali riguardanti il defunto Waldo, che aveva mietuto conquiste a ripetizione fra le sue colleghe, oltre a essere stato in passato l'amante di Cecyl Naylor, maggiore azionista della compagnia e moglie del presidente. Ben presto si verifica un altro omicidio, commesso con le stesse modalità del primo, e Wolfe dovrà ricorrere a misure drastiche per indurre una testimone reticente a vuotare il sacco.

### Personaggi principali
- Nero Wolfe: investigatore privato
- Archie Goodwin: suo assistente
- Saul Panzer: investigatore privato
- Jasper Pine: presidente della Naylor Kerr
- Cecyl Naylor Pine: moglie di Jasper
- Kerr Naylor: fratello di Cecyl
- Waldo Moore, Ben Frenkel, Sumner Hoff, Hester Livsey, Gwynne Ferris, Rosa Bendini: impiegati della Naylor Kerr
- Harold Anthony: marito di Rosa
- Cramer: ispettore della Squadra Omicidi
- Purley Stebbins: sergente della Squadra Omicidi
- Rowcliff: tenente della Squadra Omicidi

## Critica
"Quando Archie inizia il suo lavoro in incognito, assistiamo a una delle rare errate caratterizzazioni di Stout di uno dei suoi personaggi principali. [...]  Archie Goodwin non è un novellino. Ha lavorato per Nero Wolfe per anni, vivendo a Manhattan, interagendo con la città e vivendo spalla a spalla con la sua miriade di abitanti. È un uomo di mondo. Che resti paralizzato alla vista di questo assembramento di donne [...] non è coerente né con la sua vita da newyorchese, né con la sua professione di eccellente detective, né con la sua copertura come esperto del personale, né con il suo personaggio da dongiovanni. La sua reazione, comunque, spiega almeno in parte in titolo, perché la trama è intessuta dai rapporti tra uomini e donne: relazioni amorose buone e cattive, cavalleria galante o irragionevole, amore, gelosia e vendetta. La Dea del Pettegolezzo regna sull'ufficio, ma sono le crude e ingarbugliate emozioni che conducono al delitto. [...] Too Many Women ha una trama concisa, un buon mistero pieno di svolte e colpi di scena, e, in realtà, non troppe donne."

## Edizioni
- Rex Stout, Troppe donne, traduzione di Ida Omboni, collana I Classici del Giallo (n. 750), Arnoldo Mondadori Editore, 1995,  p. 159.